# Андерсон, Айви
А́йви А́ндерсон (англ. Ivie Anderson), урождённая — Смит (англ. Smith; 10 июля 1905, Гилрой, Калифорния, США — 28 декабря 1949, Лос-Анджелес, Калифорния, США) — американская джазовая певица и актриса

. В 1930-е годы она пользовалась успехом, гастролировала и записывалась с группой Дюка Эллингтона. Андерсон завершила карьеру певицы в 1942 году, в 37-летнем возрасте, из-за ухудшившегося здоровья, и умерла 7 лет спустя в 1949 году, когда ей было всего 44 года.

## Биография
Андерсон родилась в городе Гилрой, штат Калифорния. Хотя имя её матери неизвестно, её отцом был Джоби Смит. Андерсон жила по адресу 724 E 52nd Place в Лос-Анджелесе, Калифорния, США, Северная Америка, с 1930 по 1945 год, в настоящее время части 52-го исторического района.
С 1914 по 1918 год, в возрасте от 9 до 13 лет, Андерсон посещала Монастырь Св. Марии и изучала вокал. В гимназии и средней школе Гилроя она вступила в хоровой клуб и хоровое общество. Она также изучала вокал с Сарой Ритт, находясь в институте Нэнни Берроуз в Вашингтоне, округ Колумбия.
Хотя конкретные даты событий в жизни Андерсон неизвестны, она открыла «Куриную хижину Айви» в Лос-Анджелесе вместе с Марком Нилом после того, как они поженились, но продала бизнес после того, как они развелись в 1948 году. В 1949 году она вышла замуж во второй раз за Уолтера Коллинза, но детей у неё не было.
В 1949 году, после многих лет астмы, Айви Андерсон умерла в Лос-Анджелесе, штат Калифорния. Хотя её самый ранний некролог датирован 27 декабря 1949 года, более поздние источники указывают её датой смерти 28 декабря 1949 года. Она похоронена на кладбище Ангелус-Розедейл.